# Aprostocetus phytolymae
Aprostocetus phytolymae är en stekelart som beskrevs av Jean Risbec 1947. Aprostocetus phytolymae ingår i släktet Aprostocetus och familjen finglanssteklar.
Artens utbredningsområde är Elfenbenskusten. Inga underarter finns listade i Catalogue of Life.